# افا پفلوگ
افا پفلوگ (آلمانی: Eva Pflug؛ ۱۲ ژوئن ۱۹۲۹ – ۵ اوت ۲۰۰۸) بازیگر و صداپیشه اهل آلمان بود.
افا پفلوگ در ۵ اوت ۲۰۰۸ در آپارتمانش مرده پیدا شد. علت مرگ نارسایی قلبی احتمالی بود. او در گورستان جنگلی گرونوالد در نزدیکی مونیخ به خاک سپرده شد.